# ABA All-Rookie Team
L'ABA All-Rookie Team fu il riconoscimento che ogni anno la ABA, tramite i voti degli allenatori di ogni franchigia, conferiva ai 5 migliori giocatori al primo anno (rookie) che si erano distinti nel corso della regular season.

## Vincitori
|                          | Eletti nella Basketball Hall of Fame                                                           |
| giocatore (in grassetto) | indica il giocatore che nello stesso anno ha vinto il premio come ABA Rookie of the Year Award |

| Stagione  |                    |                                      |
| Stagione  | Giocatore          | Squadra                              |
| --------- | ------------------ | ------------------------------------ |
| 1967-1968 | Bob Netolicky      | Indiana Pacers                       |
| 1967-1968 | Trooper Washington | Pittsburgh Pipers                    |
| 1967-1968 | Mel Daniels        | Minnesota Muskies                    |
| 1967-1968 | Jimmy Jones        | New Orleans Buccaneers               |
| 1967-1968 | Louie Dampier      | Kentucky Colonels                    |
| 1968-1969 | Ron Boone          | Dallas Chaparrals                    |
| 1968-1969 | Warren Jabali      | Oakland Oaks                         |
| 1968-1969 | Larry Miller       | Los Angeles Stars                    |
| 1968-1969 | Gene Moore         | Kentucky Colonels                    |
| 1968-1969 | Walt Piatkowski    | Denver Rockets                       |
| 1969-1970 | Mike Barrett       | Washington Caps                      |
| 1969-1970 | John Brisker       | Pittsburgh Pipers                    |
| 1969-1970 | Mack Calvin        | Los Angeles Stars                    |
| 1969-1970 | Spencer Haywood    | Denver Rockets                       |
| 1969-1970 | Willie Wise        | Los Angeles Stars                    |
| 1970-1971 | Joe Hamilton       | Texas Chaparrals                     |
| 1970-1971 | Wendell Ladner     | Memphis Pros                         |
| 1970-1971 | Dan Issel          | Kentucky Colonels                    |
| 1970-1971 | Sam Robinson       | The Floridians                       |
| 1970-1971 | Charlie Scott      | Virginia Squires                     |
| 1971-1972 | Julius Erving      | Virginia Squires                     |
| 1971-1972 | George McGinnis    | Indiana Pacers                       |
| 1971-1972 | Artis Gilmore      | Kentucky Colonels                    |
| 1971-1972 | Johnny Neumann     | Memphis Pros                         |
| 1971-1972 | John Roche         | New York Nets                        |
| 1972-1973 | Jim Chones         | New York Nets                        |
| 1972-1973 | George Gervin      | Virginia Squires                     |
| 1972-1973 | James Silas        | Dallas Chaparrals                    |
| 1972-1973 | Brian Taylor       | New York Nets                        |
| 1972-1973 | Dennis Wuycik      | Carolina Cougars                     |
| 1973-1974 | Larry Kenon        | New York Nets                        |
| 1973-1974 | Mike Green         | Denver Rockets                       |
| 1973-1974 | Swen Nater         | Virginia Squires / San Antonio Spurs |
| 1973-1974 | John Williamson    | New York Nets                        |
| 1973-1974 | Bo Lamar           | San Diego Conquistadors              |
| 1974-1975 | Bobby Jones        | Denver Nuggets                       |
| 1974-1975 | Marvin Barnes      | Spirits of St. Louis                 |
| 1974-1975 | Moses Malone       | Utah Stars                           |
| 1974-1975 | Gus Gerard         | Spirits of St. Louis                 |
| 1974-1975 | Billy Knight       | Indiana Pacers                       |
| 1975-1976 | M.L. Carr          | Spirits of St. Louis                 |
| 1975-1976 | Mark Olberding     | San Diego Sails / San Antonio Spurs  |
| 1975-1976 | Kim Hughes         | New York Nets                        |
| 1975-1976 | David Thompson     | Denver Nuggets                       |
| 1975-1976 | Ticky Burden       | Virginia Squires                     |